# Disney Speedstorm
Disney Speedstorm — компьютерная игра 2023 года, разработанная Gameloft Barcelona.

## Геймплей
Disney Speedstorm — симулятор гонок на картинге. Журналистами игра сравнивается с Mario Kart. Гонщиками выступают известные персонажи компании Disney из таких франшиз, как «Микки Маус», «История игрушек», «Корпорация монстров», «Красавица и Чудовище» и других.

## Отзывы
| Русскоязычные издания | Русскоязычные издания |
| Издание               | Оценка                |
| --------------------- | --------------------- |
| StopGame.ru           | Похвально             |

Люк Райли из IGN оценил ранний доступ игры в 5 баллов из 10. Джон Хенсен из Push Square дал проекту 7 звёзд из 10, похвалив состав первоначальных доступных персонажей, но разочаровался от методов открытия других героев. Алексей Лихачев из StopGame поставил игре значок «Похвально», отметив, что «ничего нового в плане геймплея проект не предлагает», но подчеркнул, что в своём жанре игра сделана хорошо — «гонки не наскучивают, и после завершения одной сразу хочется запустить следующую».